# Buddhizmus Spanyolországban

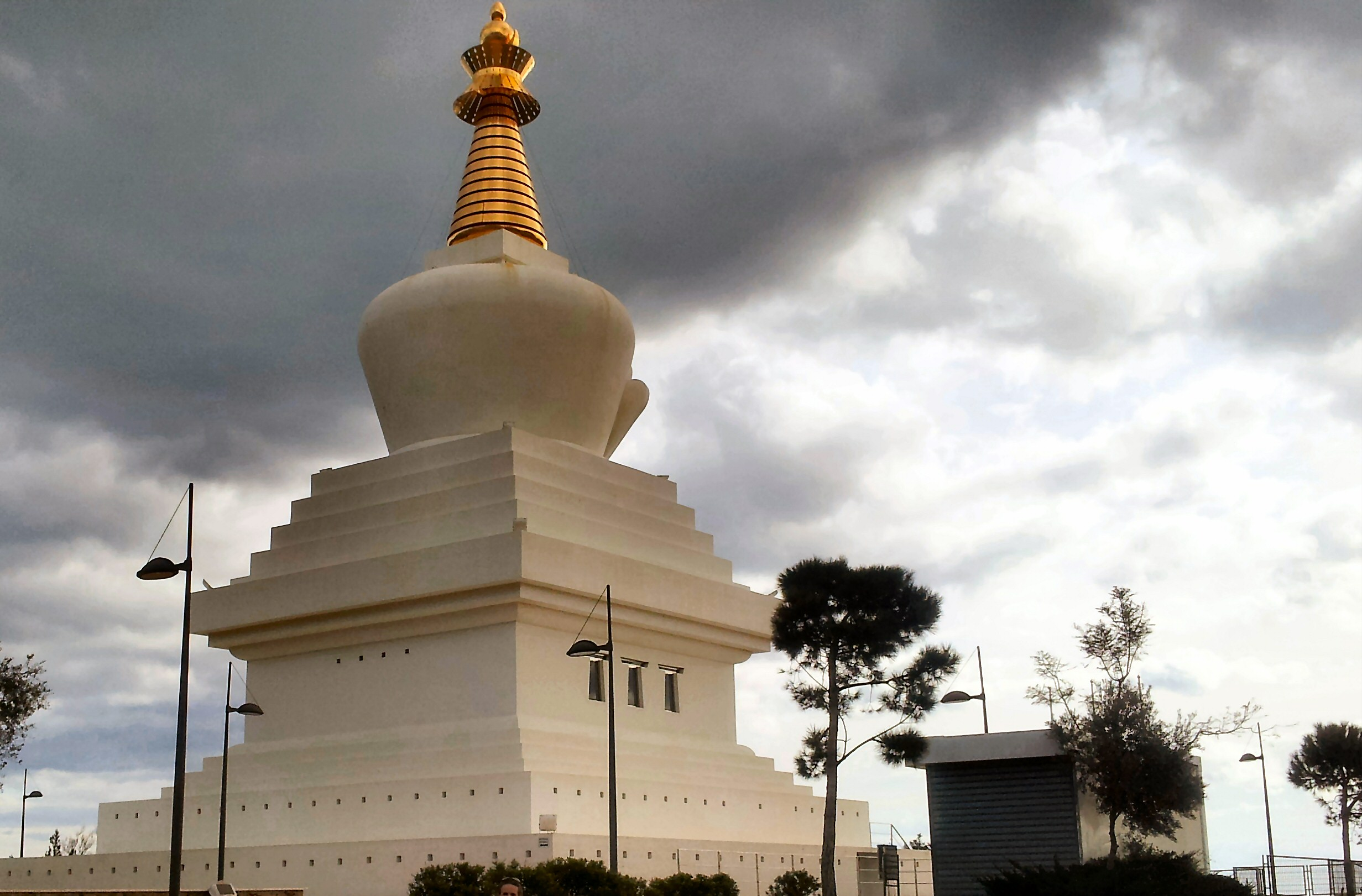
A Benalmádena sztúpa, 2013

A buddhizmus Spanyolországban a harmadik számú vallás, a katolikus (70%) és az iszlám vallás után. A nem ábrahámi vallások közül a buddhizmus a legjelentősebb. Az ország területén jelentős buddhista sztúpák, kolostorok és elvonulási központok épültek, és a mintegy 300 buddhista központnak hozzávetőleg 50 000 fő regisztrált gyakorlója van.

## Története
A spanyolok első találkozását a buddhizmussal a 16-17. századi spanyol hittérítők jelentették, akik Japánban és Kínában jártak, és többnyire félreértelmezett jelentéseket szállítottak haza Európába. A 19. századig tartó inkvizíció kemény megtorlásai hathatósan távol tartották a nem keresztény vallásokat az ibériai országtól, és 1970-ig igen korlátozott volt minden más vallás jelenléte. Ez nem jelenti azt, hogy kivételes gondolkodókhoz és felvilágosult értelmiségekhez ne jutott volna el a buddhista filozófia vagy Gautama Sziddhártha története. Federico García Lorca például 1918-ban egy Buddha című verset is publikált. Ezen kívül más művészeti ágakban is megjelent a buddhizmus, mint például Antoni Tàpies műveiben.
Az első jelentős buddhista társulatok a demokratikus állam megalakulása és az új alkotmány életbelépése után, 1977-ben alapultak (zen és tibeti buddhizmus). Az új vallás szabadság lehetőséget biztosított arra, hogy még ebben az évben eljussanak az első jelentős buddhista tanítók Spanyolországba. Európa első tulkuja a spanyol országban született Oszel Tendzin rinpocse, akit az 1984-ben elhunyt Thubten Jese láma reinkarnációjaként ismertek fel. 1992-ben alapították és 2007-ben az állam is elismerte a spanyol buddhista szövetséget (Federación de Communidades Budistas de España, FCBE), amely ma összefogja és képviseli az összes spanyol buddhista szervezetet és iskolát az állami szervezetekkel szemben.
A legnépszerűbb buddhista irányzatok ma a zen és a tibeti buddhizmus, azonban más buddhista irányzatok is jelen vannak az országban, ahol jelenleg kb. háromszáz buddhista központ működik, és több, mint húsz kolostor és elvonulási hely. A zen iskolák többsége a japán szótóhoz tartozik, a tibeti buddhizmus legnépszerűbb iskolája a kagyüpa. A kagyü iskola szervezésében épült meg 2003-ban Európa legmagasabb buddhista sztúpája, a 33 méteres málagai Benalmádena sztúpa. A gelug iskolához tartozó 14. dalai láma összesen hét alkalommal járt Spanyolországban, legelőször 1982-ben, legutoljára 2007-ben. A théraváda irányzatnak három jelentős központja működik Spanyolországban: a Dharnma Neru elvonulási központ, a vipasszaná meditáció spanyol szövetsége (Asociación Española de Meditación Vipassana) és a théraváda buddhizmus spanyol szövetsége (Asociación Española de Buddhismo Theravada). 